# 和硕敦恪公主

和硕敦恪公主（1691年—1709年），康熙帝第十五女，在檔案的皇女顺序為十公主。

## 生平
康熙三十年正月初六日出生，生母為敬敏皇貴妃章佳氏，怡親王胤祥和和碩溫恪公主的同胞妹。

及後，受封为和硕敦恪公主。康熙四十七年（1708年）十二月，下嫁蒙古科尔沁台吉多尔济博尔济吉特氏，有几十陪嫁人戶。康熙四十八年（1709年）十二月在京城去世，年僅十九歲，遺下剛出生的女兒。
雍正二年，雍正将敦恪公主所出的女儿嫁给纯悫公主之子苏巴什礼。